# Calbourne
Calbourne är en by i Calbourne, Newtown and Porchfield civil parish i Isle of Wight grevskap i England. Byn är belägen 9 km från Newport. Byn nämndes i Domedagsboken (Domesday Book) år 1086, och kallades då Cauborne.